# Phyllastrephus
Phyllastrephus (loofbuulbuuls) is een geslacht van zangvogels uit de familie Pycnonotidae (buulbuuls).

## Soorten
Het geslacht kent de volgende soorten:
- Phyllastrephus debilis – Slanke loofbuulbuul
- Phyllastrephus albigula – Bergloofbuulbuul
- Phyllastrephus albigularis – Witkeelloofbuulbuul
- Phyllastrephus viridiceps – Angolabuulbuul
- Phyllastrephus xavieri – Xaviers loofbuulbuul
- Phyllastrephus icterinus – Kleine loofbuulbuul
- Phyllastrephus terrestris – Kaapse loofbuulbuul
- Phyllastrephus poensis – Kameroenloofbuulbuul
- Phyllastrephus strepitans – Bruine loofbuulbuul
- Phyllastrephus cerviniventris – Grijze loofbuulbuul
- Phyllastrephus fischeri – Fischers loofbuulbuul
- Phyllastrephus cabanisi – Cabanis' loofbuulbuul
  - P. cabanisi placidus – Keniaanse loofbuulbuul
- Phyllastrephus scandens – Zingende gabonloofbuulbuul
- Phyllastrephus lorenzi – Sassi's loofbuulbuul
- Phyllastrephus flavostriatus – Gestreepte loofbuulbuul
- Phyllastrephus alfredi – Sharpes loofbuulbuul
- Phyllastrephus poliocephalus – Geelbuikloofbuulbuul
- Phyllastrephus hypochloris – Toroloofbuulbuul
- Phyllastrephus baumanni – Baumanns loofbuulbuul
- Phyllastrephus fulviventris – Angolaloofbuulbuul

Niet meer op IOC World Bird List:
- Phyllastrephus leucolepis - Liberiaanse loofbuulbuul - kleurvariant van Phyllastrephus icterinus,  kleine loofbuulbuul (Collinson et al. 2017).